# Luen (groupe)
Pour les articles homonymes, voir Luen.
Luen est un groupe de pop rock brésilien, originaire de Rio de Janeiro. Il est composé de la chanteuse Luen Cugler et de quatre musiciens. En activité depuis 2009, le groupe est et chante en portugais.

## Biographie
Luen Cugler, fille d'une mère brésilienne et d'un père allemand, est née à Boston, et a vécu aux États-Unis jusqu'à ses 9 ans mais a ensuite migré au Brésil, à Búzios au nord de Rio de Janeiro. Elle décide de former un groupe en 2009 dont le nom fait simplement référence à son prénom.
Le groupe se fait connaitre en remportant la première saison de l'émission de téléréalité Geleia do Rock de la chaîne brésilienne Multishow. À cette même période, le groupe publie l'album Coisas de Menina.
En 2010, le groupe se fait remarquer avec leur chanson Coisas de Menina qui parle des amours lesbiens secrets qu'entretiennent les filles supposées hétérosexuelles.

## Membres
- Luen Cugler - chant
- Pedro Terra - guitare
- Paulo Aiello - basse
- Antonio Van Ahn - claviers
- Rick de La Torre - batterie